# Wolfgang Cerny
Wolfgang Cerny (Vienna, 31 agosto 1984) è un attore austriaco.

## Biografia
Si è formato professionalmente studiando recitazione nella sua città natale e a Los Angeles. Tra i suoi primi lavori, ricordiamo il cortometraggio Drunter sind wir alle nackt (2007, regia di Alexander Dirninger e Sebastian Mayr) che ha partecipato a festival che si sono tenuti a Vienna, Amburgo, Brest e Tokyo.
La sua formazione è teatrale. Tra i suoi lavori in teatro, ricordiamo Die Reifeprüfung, versione teatrale de Il laureato, romanzo di Charles Webb e film omonimo del 1967 con Dustin Hoffman. Ha recitato inoltre in opere di John Osborne, William Shakespeare (Giulio Cesare, nel ruolo di Marco Antonio), Friedrich Schiller e Bernard-Marie Koltès.
Nel 2009 debutta in televisione come protagonista maschile, con il ruolo di Lukas Zastrow, della quinta stagione di Sturm der Liebe, soap opera tedesca trasmessa in Italia con il titolo di Tempesta d'amore, mentre la protagonista femminile è Sarah Stork, nel ruolo di Sandra Ostermeyer.

## Filmografia parziale
- Drunter sind wir alle nackt, regia di Alexander Dirninger e Sebastian Mayr[2] - Cortometraggio (2007)
- Tempesta d'amore (Sturm der Liebe), registi vari - Soap opera - In Germania su Das Erste - In Italia su Rete 4 (2009-2010) - Ruolo: Lukas Zastrow[4]
- Corrispondente di guerra (in russo Военный корреспондент?, 2014) - Ruolo principale: Matt McCue[5]
- Red Ghost: The Nazi Hunter (Krasnyj prizrak), regia di Andrej Bogatyrёv (2021)
- Vikings: Valhalla - serie TV (2022)